# Peter Imbert, Baron Imbert
Peter Michael Imbert, Baron Imbert Kt CVO QPM (* 27. April 1933; † 13. November 2017) war ein britischer Polizist und Politiker, der zuletzt zwischen 1987 und 1993 Commissioner des Metropolitan Police Service war und seit 1999 als Life Peer Mitglied des House of Lords war.

## Leben
Nach dem Besuch der Harvey Grammar School in Folkestone trat Imbert 1953 in den Polizeidienst des Metropolitan Police Service ein und stieg dort bis 1976 zum Detective Chief Superintendent auf. Im Anschluss war er zunächst Assistent und dann stellvertretender Chef der Polizei von Surrey, ehe er zwischen 1979 und 1985 als Nachfolger von David Holdsworth Chef (Chief Constable) der Polizei von Thames Valley war. Für seine Verdienste wurde er 1980 mit der Queen’s Police Medal ausgezeichnet. 1985 folgte ihm Colin Smith als Polizeipräsident von Thames Valley. Während dieser Zeit war er auch zwischen 1980 und 1987 Mitglied des Obersten Beirates der British Broadcasting Corporation (BBC).
Nachdem er im Anschluss zwei Jahre stellvertretender Commissioner war, wurde Imbert am 1. Januar 1987 Nachfolger von Kenneth Newman als Commissioner of Police of the Metropolis und damit als Polizeipräsident von Greater London. Nach sechsjähriger Tätigkeit in dieser Funktion trat Imbert, der 1988 als Knight Bachelor geadelt wurde und fortan den Namenszusatz „Sir“ führte, am 31. Dezember 1992 in den Ruhestand und wurde durch Paul Condon abgelöst, der zuvor Chef der Polizei von Kent war.
Nach seinem Ausscheiden aus dem aktiven Polizeidienst fungierte Imbert von 1992 bis 1993 Mitglied des Beratungskomitees für Strafrecht sowie zwischen 1993 und 2000 als Mitglied des Ministerialberatungsgremiums für die königlichen Parks in London und war daneben von 1994 bis 2008 Vorstandsvorsitzender von Capital Eye Ltd. Ferner gehörte er dem Komitee für öffentliche Politik des Royal Automobile Club zwischen 1993 und 2000 als Mitglied an.
Des Weiteren war er zwischen 1994 und 1998 zunächst Deputy Lieutenant und dann von 1998 bis 2008 als Nachfolger von Edwin Bramall, Baron Bramall Lord Lieutenant von Greater London sowie von 1998 bis 2000 Berater von CDR International.
Durch ein Letters Patent vom 10. Februar 1999 wurde Imbert, der 1998 auch Friedensrichter von Greater London wurde, als Baron Imbert, of New Romney in the County of Kent, Life Peer erhoben. Kurz darauf erfolgte seine Einführung als Mitglied des House of Lords. Im Oberhaus gehört er zur Fraktion der Crossbencher.
Ab 2008 war Lord Imbert Strategieberater der Inkerman Group Ltd und wurde ferner 2008 als Commander des Royal Victorian Order ausgezeichnet. Im Mai 2008 folgte ihm David William Brewer als Lord Lieutenant von Greater London.